# Daf Yomi
Le Daf Yomi (héb. דף יומי « page quotidienne » ou « folio quotidien »), ou Daf HaYomi, est une méthode d'étude du Talmud de Babylone à raison d'un folio (une daf, qui contient deux faces) par jour. À ce rythme, l'étude du Talmud dans sa totalité est accomplie tous les sept ans et demi. Sitôt un cycle terminé, un autre recommence.

## Initiation
L'idée de faire participer les Juifs de tous les coins du globe à une étude simultanée en vue de compléter le Talmud fut avancée lors du premier congrès mondial de la World Agudath Israel à Vienne en 1923 par le Rav Meir Shapiro. Le premier cycle débuta le premier jour de Roch Hachana 5684 du calendrier hébraïque (11 septembre 1923 selon le calendrier grégorien). Ce jour, le Gerrer Rebbe, Rabbi Avraham Morde’haï Alter étudia en public la première daf de Berakhot afin de manifester son soutien.

## Impact
Le programme du Daf HaYomi est suivi par des milliers de Juifs dans le monde. Il aurait un effet regénérant sur l'étude du Talmud et aurait renforcé le mouvement Baal Techouva du judaïsme orthodoxe[réf. nécessaire].

## Processus
Le Talmud de Babylone comprenant 2.711 folios, un cycle prend environ 7 ans et 5 mois. 
La complétion de ce cycle est célébrée sous le nom de Siyoum HaShass ("complétion du Sha"ss" — Sha"ss étant un acronyme pour shisha sidrei (mishnah), les "Six Ordres de la Mishna", et le nom qu'on donnait au Talmud lorsque son étude fut interdite et son nom censuré). Le dernier Siyoum s'est tenu le 4 janvier 2020 et a été fêté par des centaines de milliers de participants à travers le monde. 
Le quatorzième cycle du Daf Yomi a débuté le 5 janvier 2020 et devrait se conclure le 7 juin 2027.